# Holy Cross (Alaska)
Holy Cross es una ciudad ubicada en el Área censal de Yukón-Koyukuk en el estado estadounidense de Alaska. En el Censo de 2010 tenía una población de 178 habitantes y una densidad poblacional de 1,84 personas por km².

## Geografía
Holy Cross se encuentra en las coordenadas 62°11′58″N 159°46′17″O / 62.19944, -159.77139. Según la Oficina del Censo de los Estados Unidos, Holy Cross tiene una superficie total de 96.72 km², de la cual 78.19 km² corresponden a tierra firme y (19.16%) 18.53 km² es agua.

## Demografía
Según el censo de 2010, había 178 personas residiendo en Holy Cross. La densidad de población era de 1,84 hab./km². De los 178 habitantes, Holy Cross estaba compuesto por el 4.49% blancos, el 0% eran afroamericanos, el 91.57% eran amerindios, el 0% eran asiáticos, el 0% eran isleños del Pacífico, el 0% eran de otras razas y el 3.93% pertenecían a dos o más razas. Del total de la población el 0% eran hispanos o latinos de cualquier raza.

## Localidades adyacentes
El siguiente diagrama muestra a las localidades más próximas a Holy Cross.